# گذر مخوف
گذر مخوف (انگلیسی: Dangerous Passage) یک فیلم در ژانر درام است که در سال ۱۹۴۴ منتشر شد. از بازیگران آن می‌توان به رابرت لووری اشاره کرد.